# 角谷ヨウスケ
角谷 ヨウスケ（かくたに ヨウスケ、1979年4月6日 - ）は、日本プロ麻雀協会に所属する競技麻雀のプロ雀士。3期後期。第15期雀王。
キャッチコピーは「さぼらない麻雀」「快走リーチ小僧！」など。

## 人物
大阪府大阪市出身。京都大学経済学部卒業。
日本プロ麻雀協会3期後期入会。関西本部所属としては初のAリーグ入りを果たし、その後も関西本部初の団体タイトル(第15期雀王)を獲得する。
第5期 新人王戦2位、第15期 雀王、2016 最強戦4位、京都グリーンリーグ2017優勝2022 第二期関西雀王戦準優勝など。
近代麻雀にてコラム「さぼらない麻雀」を連載。
第18回、19回モンド杯出場。
熱心なaikoファンとして知られる。ファン歴はaikoのメジャーデビュー前からで20年以上。これまでにライブには500回以上参加している。aikoの楽曲で一番好きなのは「Power of Love」で、ライブで盛り上がる曲だからというのが理由。